# فینال لیگ کونکاکاف ۲۰۱۹
فینال لیگ کونکاکاف ۲۰۱۹ بازی نهایی لیگ کونکاکاف ۲۰۱۹، سومین دوره لیگ کونکاکاف، مسابقات فوتبال باشگاهی رده دوم بود که توسط کونکاکاف، نهاد حاکم منطقه‌ای آمریکای شمالی، آمریکای مرکزی و کارائیب، سازماندهی شده بود.
فینال به صورت رفت و برگشت بین ساپریسا کاستاریکا و موتاگوا هندوراس برگزار شد. بازی رفت به میزبانی هردیانو در ورزشگاه ریکاردو ساپریسا آیما در سن خوزه در ۷ نوامبر ۲۰۱۹ برگزار شد، در حالی که بازی برگشت به میزبانی موتاگوا در ورزشگاه تیبورسیو کاریاس آندینو در تگوسیگالپا در ۲۶ نوامبر ۲۰۱۹ برگزار شد.
ساپریسا در مجموع با نتیجه ۱–۰ به پیروزی رسید و اولین عنوان قهرمانی لیگ کونکاکاف خود را کسب کرد.

## تیم‌ها
| تیم     | منطقه                  | فینال‌های قبلی (پررنگ نشانه قهرمانی است) |
| ------- | ---------------------- | --------------------------------------- |
| ساپریسا | آمریکای مرکزی (اونکاف) | نداشته                                  |
| موتاگوا | آمریکای مرکزی (اونکاف) | ۱ (۲۰۱۸)                                |

برای سومین فصل متوالی، فینال لیگ کونکاکاف بین تیم‌های کاستاریکا و هندوراس برگزار شد.

## ورزشگاه‌ها
|  |  |

## مسیر تا فینال
توجه: در تمام نتایج زیر، امتیاز فینالیست ابتدا ذکر شده است (H: میزبان؛ A: مهمان).
| ساپریسا        | ساپریسا | ساپریسا | ساپریسا | مرحله             | موتاگوا  | موتاگوا | موتاگوا | موتاگوا |
| -------------- | ------- | ------- | ------- | ----------------- | -------- | ------- | ------- | ------- |
| حریف           | مج.     | رفت     | برگشت   | لیگ کونکاکاف ۲۰۱۹ | حریف     | مج.     | رفت     | برگشت   |
| بلموپان بندیتس | ۶–۲     | ۳–۱ (A) | ۳–۱ (H) | مرحله مقدماتی     | استراحت  | استراحت | استراحت | استراحت |
| آگویلا         | ۲–۱     | ۲–۰ (H) | ۰–۱ (A) | یک‌هشتم نهایی      | ماناگوا  | ۳–۲     | ۲–۱ (A) | ۱–۱ (H) |
| ایندپندینته    | ۴–۲     | ۳–۲ (H) | ۱–۰ (A) | یک‌چهارم نهایی     | واترهاوس | ۲–۰     | ۲–۰ (A) | ۰–۰ (H) |
| المپیا         | ۴–۳     | ۰–۲ (A) | ۴–۱ (H) | نیمه نهایی        | آلیانسا  | ۴–۱     | ۱–۱ (A) | ۳–۰ (H) |

## فرمت
فینال به صورت رفت و برگشت برگزار شد و تیمی که در دوره‌های قبلی عملکرد بهتری داشت، میزبان بازی برگشت بود.
اگر نتیجه مجموع دو بازی بعد از بازی برگشت مساوی می‌شد، قانون گل زده در خانه حریف اعمال می‌شد و اگر باز هم مساوی بود، ضربات پنالتی برای تعیین برنده استفاده می‌شد.

### رتبه‌بندی عملکرد
| رتبه | تیم     | بازی | برد | مساوی | باخت | گل زده | گل خورده | گل تفاضل | امتیاز | میزبان     |
| ---- | ------- | ---- | --- | ----- | ---- | ------ | -------- | -------- | ------ | ---------- |
| ۱    | موتاگوا | ۶    | ۳   | ۳     | ۰    | ۹      | ۳        | ۶+       | ۱۲     | بازی برگشت |
| ۲    | ساپریسا | ۶    | ۴   | ۰     | ۲    | ۱۰     | ۶        | ۴+       | ۱۲     | بازی رفت   |

## مسابقات

### بازی رفت
| ساپریسا     | ۱–۰   | موتاگوا |
| ----------- | ----- | ------- |
| - ونگاس ۱۹' | گزارش |         |

| ساپریسا | موتاگوا |

### بازی برگشت
| موتاگوا | ۰–۰   | ساپریسا |
| ------- | ----- | ------- |
|         | گزارش |         |

| موتاگوا | ساپریسا |